# Аудиометр
Аудиометр (уст. «авдиометр»; от лат. audire — слышать и греч. metron — мера)  — электроакустический прибор для точного измерения остроты слуха.

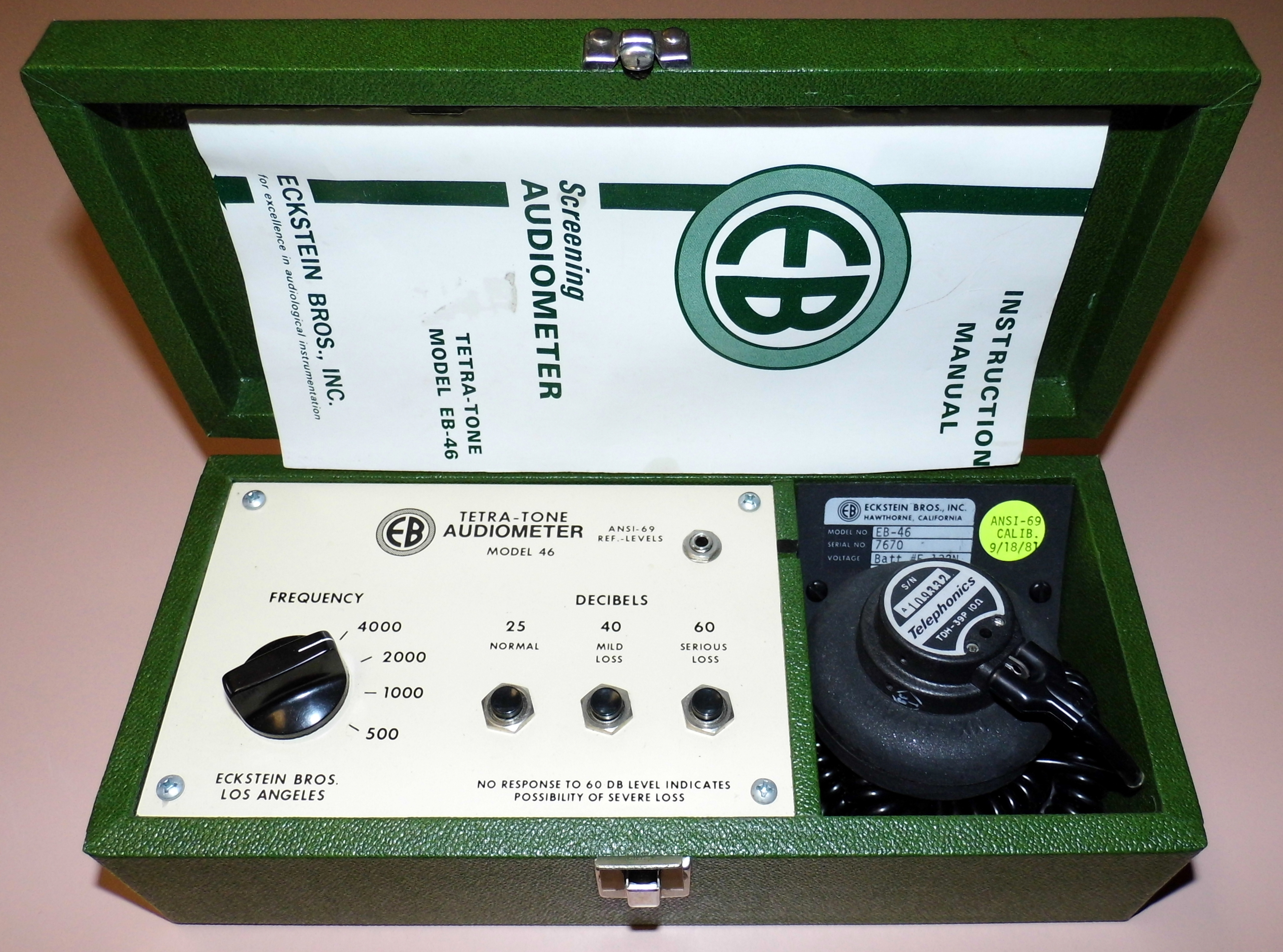
Портативный аудиометр Tetra-Tone Model EB-46 1975г

Описание одной из первых конструкций прибора приведено в Энциклопедическом словаре Ф. А. Брокгауза и И. А. Ефрона в статье «авдиометр».
В 1945 году Дьёрдь фон Бе́кеши разработал прибор для измерения порога различения слуха - аудиометр Бекеши.
По характеру сигнала, которым измеряется слух, аудиометры разделяются на тональные и речевые; часто они совмещаются в одном аппарате.
При измерении тональным аудиометром острота слуха определяется по порогам слышимости чистых (то есть синусоидальных) тонов; при измерении речевым аудиометром — либо по порогам слышимости, либо по порогам разборчивости речи, то есть по минимальным интенсивностям звука, при которых обеспечивается удовлетворительный процент разборчивости речевого сигнала.
Измеренные пороги слышимости измеряются в децибелах по отношению к среднестатистическим порогам нормального слуха. Разница в децибелах между измеренным и нормальным порогами численно характеризует потерю слуха.
Аудиометрический метод используется для определения потери слуха на основе измерения психофизического параметра порог физиологического ощущения. Данный параметр измеряется посредством изменения частоты звука и его громкости. Исследования показывают, что наиболее различимыми являются звуки тех частот и громкости которые наиболее близки к частоте и громкости звуков речи.